# Come Taste the Band
Az 1975 októberében megjelent Come Taste the Band a Deep Purple hard rock együttes tizedik stúdióalbuma. A kiadása után a Deep Purple nyolc évre feloszlott.
Ez az egyetlen album, amin Tommy Bolin játszik, aki Ritchie Blackmore távozása után került az együttesbe szólógitárosnak. Amikor Blackmore elhagyta a csapatot, mindenki úgy gondolta, hogy véget ért a pályafutásuk, de ekkor David Coverdale megkérte Jon Lordot, hogy tartsa egyben az együttest. Tommy új, lendületes hangzást adott a csapat zenéjének, heroinfüggősége azonban egyre több problémát okozott, több koncertjüket le kellett mondani miatta. Coverdale 1976 márciusában bejelentette, hogy nem folytatja tovább, de Lord és Paice is hasonló véleményen volt. Hivatalosan 1976 júliusában jelentették be az együttes felbomlását. 1976 decemberében Tommy Bolin meghalt drog-túladagolásban.
Az album 19. lett az eladási listákon az Egyesült Királyságban, 43. az USA-ban.

## Az album dalai
1. "Comin' Home" (Bolin, Coverdale, Paice) – 3:55
2. "Lady Luck" (Cook, Coverdale) – 2:48
3. "Gettin' Tighter" (Bolin, Hughes) – 3:37
4. "Dealer" (Bolin, Coverdale) – 3:50
5. "I Need Love" (Bolin, Coverdale) – 4:23
6. "Drifter" (Bolin, Coverdale) – 4:02
7. "Love Child" (Bolin, Coverdale) – 3:08
8. "This Time Around/Owed to 'G' (instrumentális)" (Bolin, Hughes, Lord) – 6:10
9. "You Keep on Moving" (Coverdale, Hughes) – 5:19

## Közreműködők
- David Coverdale – ének
- Tommy Bolin – szólógitár, basszusgitár, billentyűk, vokál
- Jon Lord – orgona, vokál
- Glenn Hughes – basszusgitár, vokál
- Ian Paice – dob, ütősök